# Kolbermoor
Kolbermoor (pronunciación en alemán: /kɔlbɐˈmoːɐ̯/ⓘ) es un ciudad alemana perteneciente al distrito de Rosenheim, dentro del estado federado de Baviera. En 2012 contaba con una población de 17 844 habitantes.
Pese a ser una ciudad relativamente pequeña, fue el lugar de nacimiento de dos de los mejores futbolistas alemanes de todos los tiempos: Paul Breitner, famoso ídolo del Bayern de Múnich y campeón del mundo en 1974 y Bastian Schweinsteiger, otra gloria del club bávaro, aparte de haber sido también campeón del mundo con la selección teutona en el mundial de Brasil 2014. Casualmente, ambos mediocampistas de excelso nivel.

## Historia
El 27 de agosto de 1863 Kolbermoor se segregó del municipio rural —desaparecido en la actualidad— de Mietraching.